# 韩城县衙大堂
韩城县衙大堂，位于中国陕西省渭南市韩城市古城西部，金城街道书院街南侧司马迁专修学院，已列为陕西省文物保护单位。

## 历史
县衙设知县、县丞、主簿、典史、教谕、训导。县衙始建于隋，民国四年（1915年）重修。

## 建筑
韩城县衙座北朝南，原有仪门及旌善亭沈明亭、谯楼、大照墙、大堂、后堂、县令宅 。
县衙现存大堂，面阔七间，悬山顶，六椽袱，斗拱四铺作单昂。

## 保护
2014年6月9日，韩城县衙大堂由陕西省人民政府公布为第六批陕西省文物保护单位，编号6-3-10。